# زمین‌لرزه ۱۹۲۵ ژاپن
زمین‌لرزه ژاپن  در تاریخ ۲۳ مه ۱۹۲۵ میلادی، برابر با ‎۲ خرداد ۱۳۰۴، ساعت ۲:۰۹:۵۰ به زمان یوتی‌سی در ژاپن رخ داد. ژرفای این زلزله ۵ کیلومتر بود. بزرگی آن ۶٫۸ در مقیاس ریشتر اعلام شده‌است. زمین‌لرزه به وقت محلی در روز شنبه، ساعت ۱۱ روی داده و منطقه زمانی آن یوتی‌سی +۹ بوده‌است .
سازمان زمین‌شناسی آمریکا نیز جای این زمین‌لرزه را در مختصات ۳۵°۴۵′شمالی ۱۳۴°۴۵′شرقی / ۳۵٫۷۵°شمالی ۱۳۴٫۷۵°شرقی و بزرگی آنرا برابر با ۶٫۸ در مقیاس ریشتر اعلام کرده‌است. 
تعداد زخمیان ۸۳۴ نفر برآورده شده‌است. آتش در این زمین‌لرزه درگرفته‌است.